# Combined steam and gas

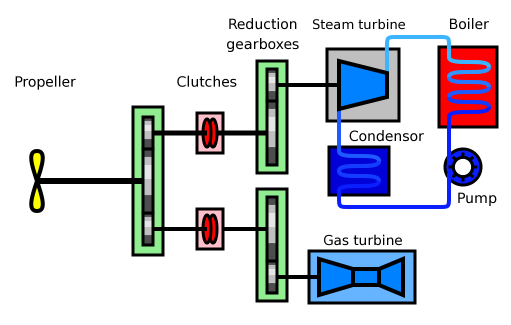
Principskiss över ett COSAG-framdrivningssystem.

Combined steam and gas (COSAG) är ett framdrivningssystem för fartyg som använder en kombination av ångturbiner och gasturbiner för att driva propelleraxeln. En växel och koppling möjliggör att koppla en eller båda turbintyperna för att driva propelleraxeln. Detta kombinerar fördelen av tillförlitligheten och verkningsgraden hos ångturbinen vid marschfart, med den snabba accelerationen och starttiden hos gasturbinen. Denna typ av framdrivningssystem användes huvudsakligen på första generationens gasturbindrivna fartyg som Royal Navys jagare av County-klass och fregatter av Tribal-klass. Även den spanska hangarfartyget Dédalo använde denna typ av maskineri.